# Andreas Verstraeten
Andreas Verstraeten (10 januari 2006) is een Belgisch voetballer die onder contract ligt bij Antwerp FC.

## Clubcarrière
Verstraeten begon zijn jeugdopleiding bij KFC Heidebloem Pulderbos. Na het faillissement van Lierse SK belandde hij bij Antwerp, waar hij in februari 2024 zijn eerste profcontract ondertekende. 
Op 29 april 2023 maakte Verstraeten zijn officiële debuut voor de Young Reds, het beloftenelftal van Antwerp dat dat seizoen zijn intrede had gemaakt in Eerste nationale: tegen RAAL La Louvière (2-0-nederlaag) mocht hij in de 78e minuut invallen. In het seizoen 2023/24 speelde hij mee in 26 van de  34 competitiewedstrijden van de Young Reds. Verstraeten kreeg dat seizoen ook een basisplaats in alle zes de groepswedstrijden van Antwerp in de UEFA Youth League.
Op 27 oktober 2024 maakte Verstraeten zijn officiële debuut voor het eerste elftal van Antwerp: in de competitiewedstrijd tegen Standard Luik (3-0-winst) kreeg hij een basisplaats van trainer Jonas De Roeck.
Na vijf basisplaatsen en een aantal invalbeurten maakte Antwerp op 3 april 2025 bekend dat Andreas Verstraeten zijn contract bij de club had verlengd tot 30 juni 2028. 